# Osrednjeslovenska statistična regija
Osrednjeslovenska statistična regija je ena od dvanajstih statističnih regij Slovenije.

## Osrednjeslovenska statistična regija v besedi
Po svoji legi je to središčna, po gostoti prebivalcev najgosteje naseljena, po številu prebivalcev največja, po površini pa naša druga največja statistična regija.  
Obsega 11,5 % površine Slovenije
Osrednjeslovenska statistična regija, ki meri 2.334 km2, je druga največja za jugovzhodno Slovenijo. Leta 2023 je tukaj živela več kot četrtina vseh prebivalcev države (26,6 %). Z gostoto 242 prebivalcev na km2 je bila najgosteje poseljena regija v državi.
Prebivalstvo
Povprečna starost tukajšnjih prebivalcev je bila sredi leta 2023 najnižja (42,5 leta) med vsemi regijami. Starostna sestava prebivalstva je bila ugodna. Delež prebivalcev, starih 65 let ali več, je bil v primerjavi z drugimi regijami najmanjši (19,5 %), delež prebivalcev, starih 0–14 let, pa sta imeli skupaj z gorenjsko drugi največji (15,6 %).
Osrednjeslovenska je imela najvišji naravni prirast (–0,5 na 1.000 prebivalcev), čeprav je bil tudi tukaj negativen. Na 1.000 prebivalcev je umrlo najmanj prebivalcev (skoraj 9), rodilo pa se jih je okoli 8. Najvišji med regijami je bil tukaj tudi skupni prirast (7,0 na 1.000 prebivalcev). Osrednjeslovenska regija je imela tudi najvišji indeks feminitete (102,2), kar pomeni, da sta v regiji na 100 moških prebivali 102 ženski.
Ob rojstvu vseh otrok so bile matere stare povprečno 31,7 leta (starejše so bile le v goriški in obalno-kraški), ob rojstvu prvega otroka pa 30,5 leta. Delež otrok, rojenih zunaj zakonske zveze, je bil tukaj eden najmanjših, 50,9-odstoten. Dečki, rojeni leta 2023 v tej regiji, lahko pričakujejo, da bo njihovo življenje trajalo povprečno 80,1 leta, deklice pa 84,7 leta, v obeh primerih druga najvišja starost med regijami. Povprečna starost umrlih je bila druga najvišja, 79,6 leta. Pred njo se je uvrstila le goriška, kjer je bila višja za pol leta.
Delež tujih državljanov med prebivalci je bil drugi največji; z 10,8 % se je uvrstila za obalno-kraško, kjer je delež znašal 14,9 %.
Med regijami je bil tukaj drugi najvišji delež otrok, starih 1–5 let, vključenih v vrtce (84,0 %); višji je bil le v pomurski (84,4 %). Po izobrazbeni sestavi prebivalcev je med regijami izstopala: 41,5 % prebivalcev (25–64 let) je imelo višje- ali visokošolsko izobrazbo. Po tem deležu je bila vodilna (8,2 odstotne točke več od povprečja). Poleg tega je imela najmanjši delež prebivalcev s končano največ osnovno šolo (9,9 %). Ta je bil za 6 odstotnih točk manjši kot v pomurski regiji, kjer je bil delež največji v Sloveniji (15,9 %). Okoli polovica (48,6 %) preostalih prebivalcev je imela srednješolsko izobrazbo, kar je bil prav tako najnižji delež med regijami. V osrednjeslovenski in goriški je bilo na 1.000 prebivalcev 36 študentov, največ med regijami.
Razmere na trgu dela
Po indeksu delovne migracije (133) je bila v 2023 osrednjeslovenska statistična regija izrazito delovna regija. Število delovno aktivnih prebivalcev, zaposlenih v tej regiji, je bilo namreč precej večje od števila delovno aktivnih prebivalcev, prebivajočih v tej regiji. Osrednjeslovenska regija je torej z zaposlitvenega vidika zelo pomembna tudi za prebivalce drugih regij. V njej je prebivalo okoli 252.000 delovno aktivnih, 226.000 oz. 90 % pa jih je v njej tudi delalo. Osrednjeslovenska je edina regija s presežkom delovnih mest; vsak dan je v to regijo na delo prihajalo okoli 109.500 dnevnih migrantov, največ iz gorenjske (več kot 23.000) in savinjske (okoli 14.600) regije ter jugovzhodne Slovenije (okoli 14.000). Stopnja delovne aktivnosti je znašala 70,6 % (Slovenija 69,3 %), stopnja brezposelnosti pa je bila s 3,6 % ravno pod državnim povprečjem (3,7 %).
Povprečna mesečna neto plača zaposlenih v tej regiji je bila na ravni regij najvišja; znašala je 1.567 EUR in je bila za 8 % oz. 122 EUR višja od letnega povprečja neto mesečnih plač v celotni Sloveniji.
Gospodarstvo
Bruto domači proizvod na prebivalca je obsegal 44.567 EUR in bil tako najvišji med regijami ter za 48 % nad državnim povprečjem. Osrednjeslovenska je bila tudi edina, kjer je BDP na prebivalca presegal slovensko povprečje. Regija je ustvarila 39,3 % slovenske bruto dodane vrednosti, največji delež (45,8 %) v storitvenih dejavnostih. Razpoložljivi dohodek na prebivalca je bil v tej regiji najvišji in je znašal 17.372 EUR. Od povprečja na ravni države (16.615 EUR) je bil višji za 4,6 %. 
V osrednjeslovenski regiji je delovalo tudi največ podjetij, okoli 78.200 oziroma okoli tretjina vseh v Sloveniji. Skupno so zaposlovala okoli 395.600 ljudi oziroma vsako povprečno 5,1 osebe, kar je bilo prav tako najvišje povprečje med regijami.
Kakovost življenja
Splošno zadovoljstvo z življenjem so prebivalci osrednjeslovenske regije v povprečju ocenili s tretjo najvišjo povprečno oceno, s 7,8 (na lestvici do 10). Enako povprečno oceno so podali prebivalci posavske regije in jugovzhodne Slovenije, bolj zadovoljni pa so bili v gorenjski in zasavski regiji. Stopnja tveganja revščine je bila v tej in gorenjski regiji najnižja, v vsaki 9,6-odstotna, stopnja tveganja socialne izključenosti pa druga najnižja, 10,6-odstotna. Tukaj je bil najvišji delež gospodinjstev, v katerih si lahko vsi njegovi člani privoščijo enotedenske letne počitnice zunaj doma, znašal je 88 %. Delež gospodinjstev, ki lahko pokrijejo nepričakovane izdatke iz lastnih sredstev v znesku 770 EUR, je bil eden najvišjih, 81 %.
Število osebnih avtomobilov na 1.000 prebivalcev je bilo drugo najmanjše (555), ti pa so bili povprečno najmlajši med regijami (10,3 leta).
Okolje
Regija je imela najnižji delež prečiščene odpadne vode pred izpustom iz javnega kanalizacijskega (52,8 %). Nastala je druga največja količina komunalnih odpadkov, znašala je 571 kilogramov na prebivalca (53 kilogramov več od povprečja v Sloveniji). Od nastalih komunalnih odpadkov je bilo ločeno zbranih 76,8 %, kar je bil drugi najvišji delež med regijami. 
Sestavlja jo 25 občin
Več kot polovica prebivalcev osrednjeslovenske regije (53 %) je na sredini leta 2023 živela v občini Ljubljana (297.432). Druga največja po številu prebivalcev je bila občina Domžale s 37.697 prebivalci. Šest občin v regiji je imelo manj kot 5.000 prebivalcev, najmanj občina Horjul s 3.015 prebivalci. Občina Ljubljana je z 275 km2 vodilna v regiji tudi po površini, na ravni države pa tudi po gostoti poseljenosti. S 1.082 prebivalci na km2 je bila najgosteje poseljena občina v Sloveniji; sledila je občina Maribor s 768 prebivalci na km2.

## Osrednjeslovenska statistična regija v številkah
| Statistični podatki                                               |           |  | Statistični kazalniki                                                                         |        |
| ----------------------------------------------------------------- | --------- |  | --------------------------------------------------------------------------------------------- | ------ |
| Površina, km2, 1. 1. 2023                                         | 2.334     |  | Gostota naseljenosti , 1. 7. 2023                                                             | 240,5  |
| Število prebivalcev, 1. 7. 2023                                   | 564.297   |  | Povprečna starost prebivalcev, 1. 7. 2023                                                     | 42,5   |
| Naravni prirast, 2023                                             | –294      |  | Delež prebivalcev, starih 0–14 let (%), 1. 7. 2023                                            | 15,6   |
| Število učencev v osnovnih šolah, 2023/2024                       | 55.274    |  | Delež prebivalcev, starih 65 let ali več (%), 1. 7. 2023                                      | 19,5   |
| Število dijakov (po prebivališču), 2023/2024                      | 21.371    |  | Naravni prirast (na 1.000 prebivalcev), 2023                                                  | –0,5   |
| Število študentov (po prebivališču), 2023/2024                    | 20.319    |  | Skupni selitveni prirast (na 1.000 prebivalcev), 2023                                         | 7,5    |
| Število delovno aktivnih prebivalcev (po prebivališču), 2023      | 257.945   |  | Skupni prirast (na 1.000 prebivalcev), 2023                                                   | 7,0    |
| Število zaposlenih oseb (po delovnem mestu), 2023                 | 305.955   |  | Delež prebivalcev, starih 25 do 64 let, z osnovno šolo ali manj, 1. 1. 2023                   | 9,9    |
| Število samozaposlenih oseb (po delovnem mestu), 2023             | 28.347    |  | Delež prebivalcev, starih 25 do 64 let, z višjo ali visoko izobrazbo, 1. 1. 2023              | 41,5   |
| Povprečna mesečna bruto plača na zaposleno osebo (EUR), 2023      | 2.442,39  |  | Stopnja delovne aktivnosti (%), 2023                                                          | 70,6   |
| Število podjetij, 2023                                            | 78.229    |  | Število izdanih gradbenih dovoljenj (na 1.000 prebivalcev), 2023                              | 1,5    |
| Regionalni bruto domači proizvod (mio. EUR), 2023                 | 25.144    |  | Bruto domači proizvod na prebivalca (EUR, tekoči tečaj), 2023                                 | 44.567 |
| Kmetijska zemljišča v uporabi, ha, 2020                           | 57.397    |  | Obsojeni polnoletni in mladoletni (na 1.000 prebivalcev), 2023                                | 1,8    |
| Število prihodov turistov, 2023                                   | 1.238.170 |  | Število osebnih avtomobilov (na 1.000 prebivalcev), 31. 12. 2023                              | 555    |
| Število prenočitev turistov, 2023                                 | 2.557.730 |  | Komunalni odpadki, zbrani z javnim odvozom (kg/prebivalca), 2023                              | 400    |
| Vir: Statistični urad Republike Slovenije, Podatkovna baza SiStat |           |  | Vir: Statistični urad Republike Slovenije, Slovenske statistične regije in občine v številkah |        |

## Občine v statistični regiji
- Občina Borovnica
- Občina Brezovica
- Občina Dobrepolje
- Občina Dobrova - Polhov Gradec
- Občina Dol pri Ljubljani
- Občina Domžale
- Občina Grosuplje
- Občina Horjul
- Občina Ig
- Občina Ivančna Gorica
- Občina Kamnik
- Občina Komenda
- Mestna občina Ljubljana
- Občina Logatec
- Občina Log - Dragomer
- Občina Lukovica
- Občina Medvode
- Občina Mengeš
- Občina Moravče
- Občina Škofljica
- Občina Šmartno pri Litiji
- Občina Trzin
- Občina Velike Lašče
- Občina Vodice
- Občina Vrhnika